# Ehringshausen
Ehringshausen település Németországban, Hessen tartományban. Lakosainak száma 9591 fő (2023. december 31.). Ehringshausen Sinn, Mittenaar, Aßlar, Solms, Leun és Greifenstein községekkel határos.

## Népesség
A település népességének változása:
| Lakosok száma | 9411 | 9367 | 9492 | 9540 | 9591 |
|               | 2017 | 2019 | 2021 | 2022 | 2023 |